# Tropidurus guarani
Espèce
Synonymes
- Tropidurus spinulosus guarani Alvarez, Cei & Scolaro, 1994

Tropidurus guarani est une espèce de sauriens de la famille des Tropiduridae.

## Répartition
Cette espèce est endémique du centre du Paraguay.

## Publication originale
- Alvarez, Cei & Scolaro, 1994 : A new subspecies of Tropidurus spinulosus (Cope 1862) from the subtropical wet mesic Paraguayan region (Reptilia Squamata Tropiduridae). Tropical Zoology, vol. 7, no 1, p. 161-179.